# Plecoptera melalepis
Plecoptera melalepis är en fjärilsart som beskrevs av George Francis Hampson 1910. Plecoptera melalepis ingår i släktet Plecoptera och familjen nattflyn. Inga underarter finns listade i Catalogue of Life.